# Eric Jiménez Linares
Ernesto "Eric" Jiménez Linares és bateria dels grups granadins Los Planetas i Lagartija Nick, a més d'exercir com a professor de percussió.

## Primers anys / KGB[calcitació]
Eric va començar la seva carrera com a bateria de la també banda granadina punk dels anys 80 KGB, la formació del qual la completaven Francisco "Paco" Cara (baix i compositor dels temes), José Ángel Ruiz (guitarra) i José Carlos Sabío "Maroto" (veu). Van publicar el single Treblinka / Luftwafe (DRO, 1983) i van participar en el recopilatori Punk Que? Punk (DRO, 1985) amb les cançons Maroto i Agradable sobretaula amb una japonesa. En la seva última època van incloure teclats i caixa de ritmes.

## Lagartija Nick[calcitació]
Nascuts a Granada amb Antonio Arias (ex 091, veu i baix), Juan Codorniu (guitarra), Miguel Ángel Rodríguez Pareja, (guitarra) i Eric Jiménez debuten amb l'àlbum Hipnosis (Romilar D, 1991). Eric formarà part del grup fins a 1998 (participant en els discos Inercia (Sony, 1992), Su (Sony, 1995), Omega (amb Enrique Morente) (El Europeo, 1996) i Val de l'Omar (Sony, 1997), abandonant el mateix fins a l'edició de La imprevisto (Lagartija, 2001). Continua en el grup fins a l'actualitat. L'àlbum més recent de Lagartija Nick és Zona de conflicto (Chesapik, 2011).

## Los Planetas[calcitació]
Eric forma part de Los Planetas des de 1998, col·laborant en l'enregistrament del tercer disc del grup Una semana en el motor de un autobús, si bé, ja havia col·laborat en diverses de les cançons del seu disc anterior, Pop. Forma part estable de la banda, banda que continua en actiu, sent el seu àlbum més recent Una ópera egípcia (Octubre - Sony Music Entertainment, 2010).

## Napoleón Solo[calcitació]
Napoleón Solo és un altre grup granadí. La formació original comptava amb Alonso Díaz, Jaime Cordons, José Ubago, Miguel Díaz i Eric, editant l'EP Será maravilloso (El Volcán Música, 2009) i l'àlbum Napoleón Solo en la ópera (El Volcán Música, 2010). En l'actualitat Luismi Jiménez substitueix a Eric en la bateria.

## Los Evangelistas
Eric, juntament amb els components de Los Planetas, Jota i Florent Muñoz, i Antonio Arias (cantant de Lagartija Nick) formen en 2011 Los Evangelistas, grup homenatge a Enrique Morente, el debut del qual va ser el 18 de juny en la quarta edició de la Nit Blanca del Flamenc celebrada a Còrdova.
En 2012 editen el seu àlbum de debut, Homenatge a Enrique Morente (El Ejército Rojo / Octubre) i en 2013 lliuren el EP Encuentro (El Volcán, 2013).